# ハンス・ミュンヒ
ハンス・ミュンヒ（ドイツ語: Hans Münch, 1893年3月9日 - 1983年9月7日）は、ドイツ出身の、スイスで活躍した指揮者。シャルル・ミュンシュの従弟にあたる。

## 経歴
ミュールハウゼンの生まれ。指揮者だった父オイゲンに音楽の手ほどきを受け、アルベルト・シュヴァイツァーの薫陶も受けた。1912年にバーゼルに行き、バーゼル音楽院でハンス・フーバーに作曲、アドルフ・ハムにオルガン、エミル・ブラウンにチェロを学んだ。1914年から1916年までバーゼル市立管弦楽団でチェロ奏者として働き、1918年から1932年まで母校のピアノ教師を務めた。1921年から1926年までバーゼル合唱協会の指揮者を務め、1935年から1966年までバーゼル一般音楽協会の音楽監督となった。同じく1935年から1947年までバーゼル交響楽団の首席指揮者を務めている。
バーゼルにて没。